# شمس (آلهه)
شمس (بخط المسند: ) هو تسمية لمجموعة من الإلهة الراعية في ممالك جنوب الجزيرة العربية، وتُلقَّب بأنها العليَّة.
ويظهر أن الإلهات "شمس" كان لهنّ دور التنقّل بين عالم البشر (الأرض) وعالم الآلهة (السماء)، بصفتهنّ وسيطات أو رسولات بينهما. تماماً مثل المعبودات اللاتي يشار إليهن في النقوش باسم "بنات إيل"، فإن تصوير الشمسات ليس بصفتهن إلهات من الدرجة الأولى وإنما ضمن فئة غير متمايزة إلى حد ما من كائنات علوية.

## الاسم والرمزية
كان الرأي الشائع بين باحثي القرن التاسع عشر والعشرين أن آلهة جنوب الجزيرة مكونة من ثالوث نجمي، ثم تراجع الباحثون عن ذلك وعلى رأسهم بيستون وروبان، بسبب التبسيط المخل وغير المبرر لتلك الفرضية.
في الوقت الحالي، يُنظر إلى الإلهة "شمس" ليس بوصفها معبودة بعينها، وإنما بوصفها تسمية تشير إلى الإلهة الوصية، الراعية، الحامية (بالإنجليزية: fortune)، إشارة إلى مجموعة من الآلهة الإناث، سواء بحالة الإفراد أو التثنية أو الجمع. حيث يرد في صيغة "وشمسهم كذا" بمعنى "وراعيتهم كذا"، أو بصيغة "وشمس الملك" أي وراعية العائلة المالكة. وجرى تصوير "شمس" بصورة كائن مجنّح في لوح من المرمر من الفترة السبئية-الريدانية (القرن الأول إلى الثالث الميلادي).
هناك صنف آخر من هذه الآلهة، يطلق عليها في النقوش لفظ "م ن ض ح" (مَنْضَح)، و"ر ب ع" (رَبيع)، وكلاهما بمعنى "الإله الحامي"، فيقال منضحُ معبدِ كذا، أو ربيعُ معبدِ كذا.